# Camauro

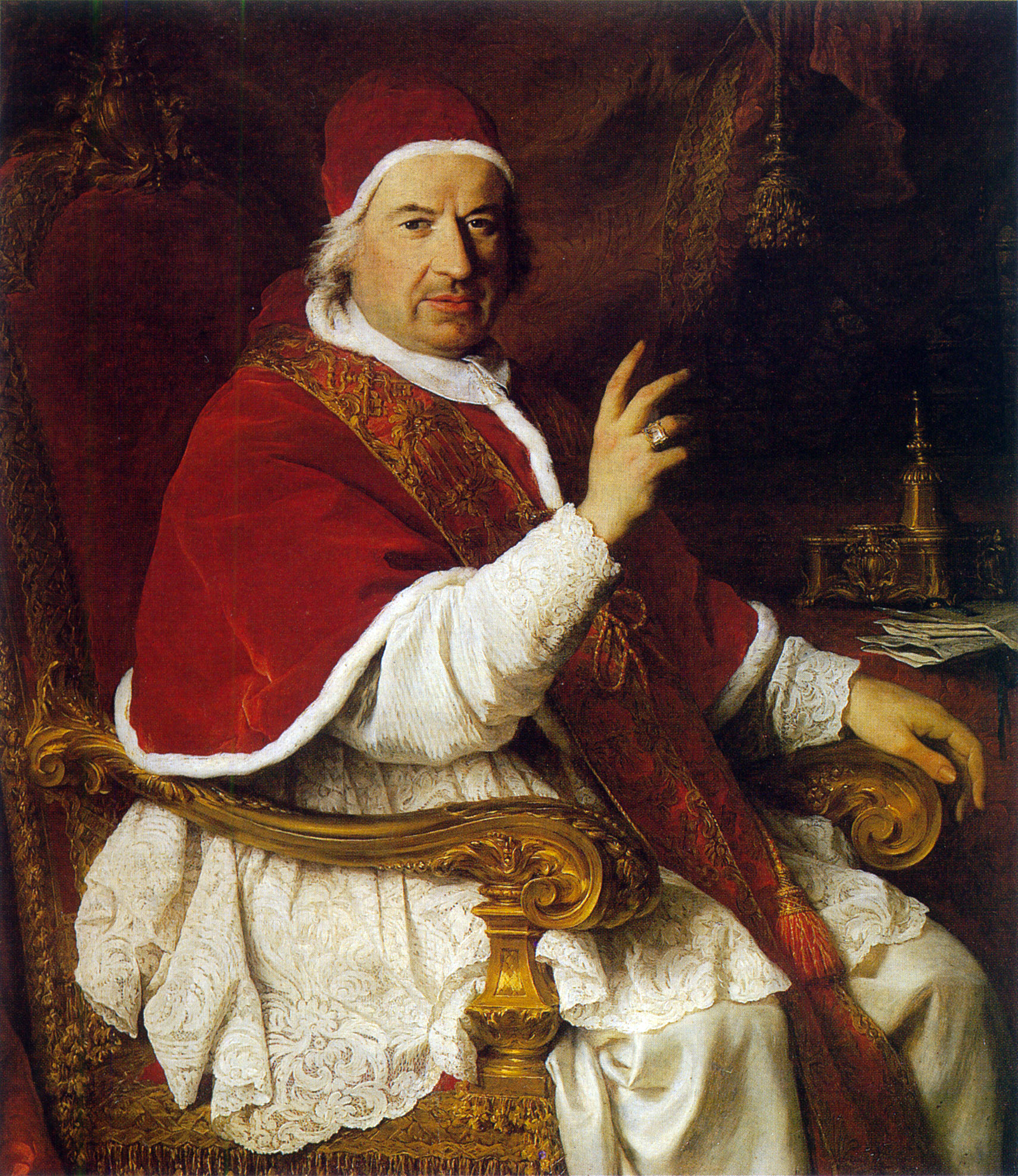
Papst Benedikt XIV. mit Camauro

Der Camauro (auch Kamauro) ist eine häufig fellbesetzte rote Samtmütze. Er war vom Mittelalter (etwa 12. Jahrhundert) bis ins 19. Jahrhundert die Kopfbedeckung der Päpste außerhalb der Liturgie, wurde aber – in etwas anderer Machart – auch von anderen Würdenträgern (wie den Dogen von Venedig) getragen.

## Etymologie
Die Bezeichnung Camauro stammt möglicherweise vom Kamilavkion (lateinisch camelaucum), der Kopfbedeckung der byzantinischen Kaiser sowie orthodoxen Mönche und Priester.

## Geschichte

### Vorläufer des Camauro
Entwickelt hat sich der Camauro aus einer seit dem 12. Jahrhundert in Italien üblichen Kopfbedeckung für Männer, einer Linnenmütze (Mütze aus Flachsfaser) mit langen Zipfeln, die in Bändern endeten und unter dem Kinn gebunden werden konnten. In dieser Form hat sie sich in der Kleidung des Dogen von Venedig bis zum Ende der Republik Venedig erhalten.

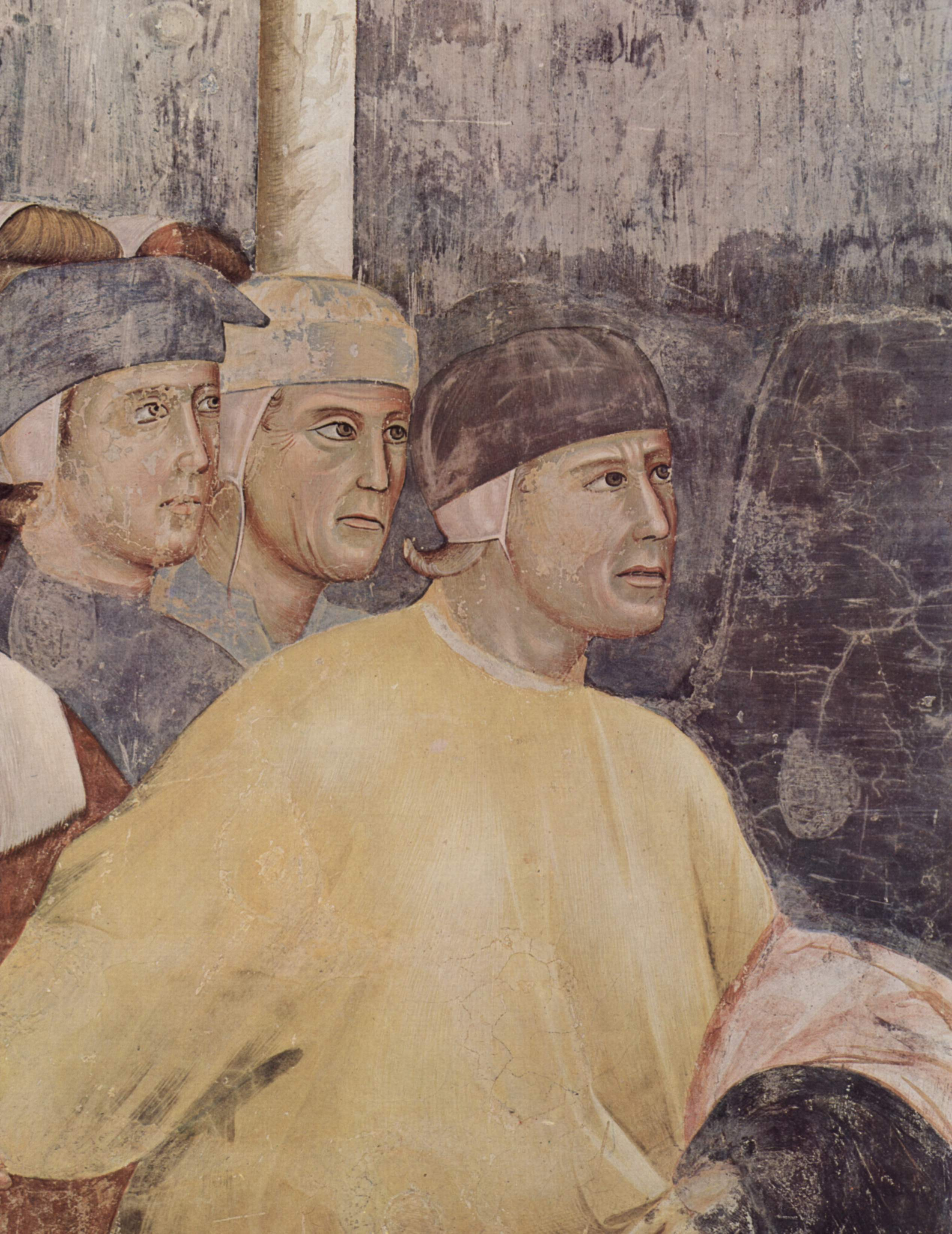
Mann mit Linnenmütze, Detail aus Giottos Gemälde: Die Verlobung des hl. Franziskus mit der Armut, ca. 1296
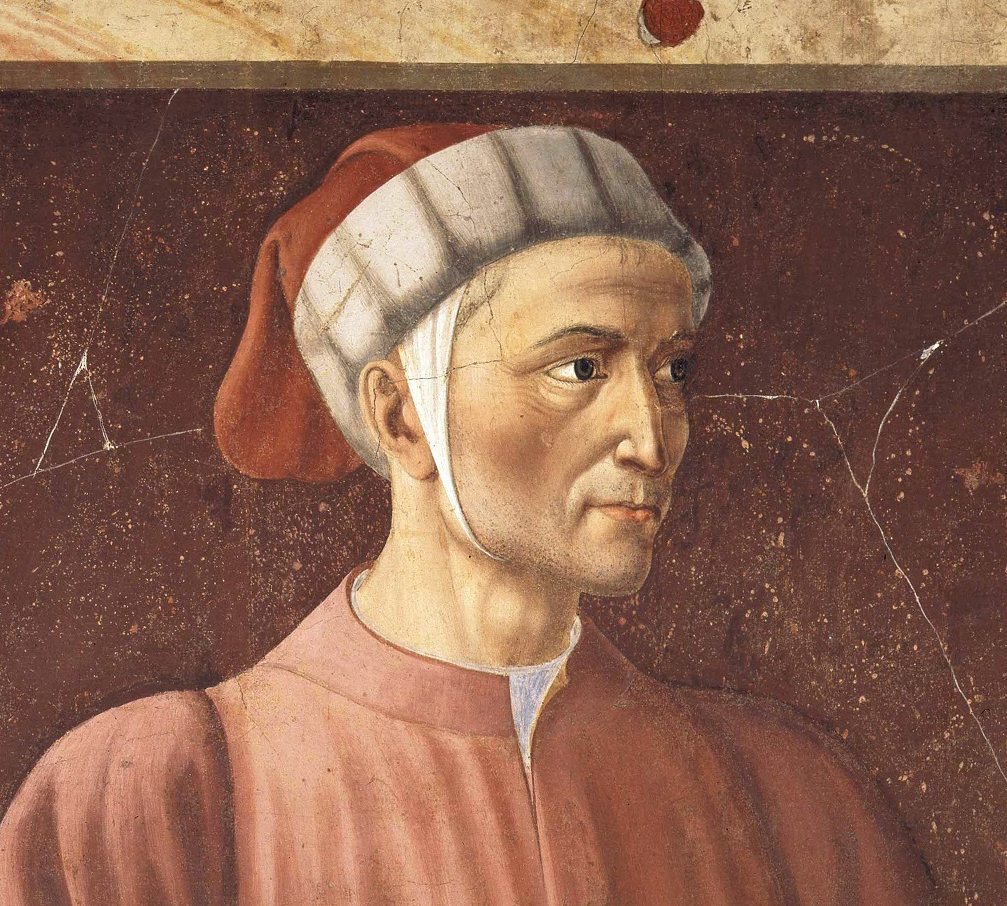
Dante Alighieri (1265–1321) mit Fehwammen-besetzter Linnenmütze
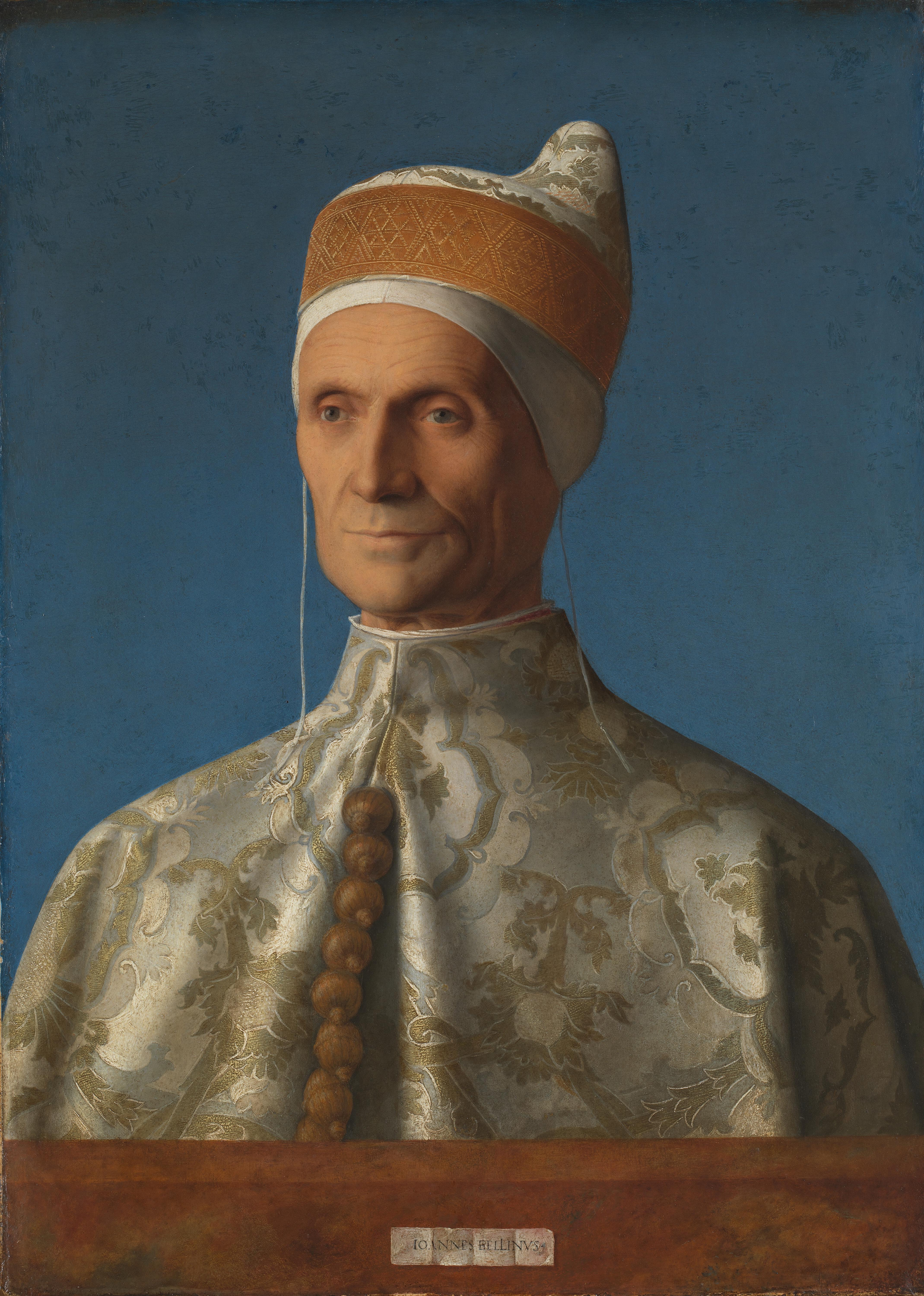
Doge Leonardo Loredan (1436–1521) mit Linnenmütze

### Päpstlicher Camauro

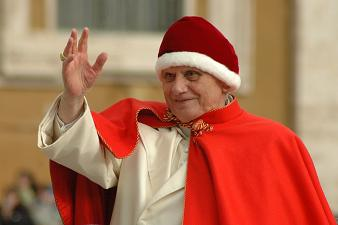
Papst Benedikt XVI. mit hermelingefüttertem Winter‑Camauro (2005)

Der päpstliche Camauro wurde ursprünglich nur mit der Mozetta zusammen getragen. Es gab ihn in zwei Ausführungen: im Sommer aus rotem, weiß abgesetztem Stoff und im Winter mit weißem Hermelinfell gefüttert. In der Osterwoche (von Ostersonntag bis zum Weißen Sonntag) war der Camauro traditionell reinweiß. Bis 1464 trugen auch die Kardinäle einen Camauro (ohne Pelzbesatz). Aus dem Camauro entstand der Pileolus, der nun nicht mehr Ohren und Schläfen, sondern nur noch die Tonsur des höheren Klerikers bedeckte.
Seit der Zeit der Avignoner Päpste wurde der Camauro allgemein von den Päpsten getragen. Mit der Büste Urbans VIII., die Gianlorenzo Bernini 1632 anfertigte, wurde es üblich, Päpste in Camauro und Mozetta darzustellen. Hatten die Päpste sich in Herrscherporträts bisher als „Priester der Weltkirche“ im Pluviale darstellen lassen, so verschob sich der Akzent hin zu einem gerechten Herrscher – Camauro und Mozetta waren die Kleidung, in der der Papst Audienzen gab und auf diesen Audienzen auch Recht sprach. Verstorbene Päpste wurden üblicherweise auch mit Camauro aufgebahrt.
Mit der napoleonischen Zeit kam der Camauro aus der Mode und nach der Amtszeit Leos XIII. außer Gebrauch. Die Päpste Pius XI. und Pius XII. wurden allerdings nach ihrem Ableben jeweils mit Camauro aufgebahrt. Nach 60 Jahren trug Johannes XXIII. ihn erstmals wieder. Während weder Papst Paul VI. noch Johannes Paul II. den Camauro trugen, zeigte sich Papst Benedikt XVI. am 21. Dezember 2005 während einer Audienz bei kalter Witterung mit dem Camauro. Die zeitliche Nähe zum Weihnachtsfest ließ in der Presseberichterstattung Assoziationen zu der üblicherweise ebenfalls in den Farben rot und weiß gehaltenen Kopfbedeckung des Weihnachtsmanns amerikanischer Prägung aufkommen, während kirchliche Kreise die Entscheidung Papst Benedikts zur Wiedereinführung des Camauros als Zeichen für seine Traditionsverbundenheit auch im äußerlichen Auftreten deuteten. Der Papst kommentierte diese Begebenheit in seinem zweiten Interviewbuch mit Peter Seewald folgendermaßen:

„Ich habe ihn nur einmal getragen. Mich hat einfach gefroren, und ich bin am Kopf empfindlich. Und ich habe gesagt, wenn wir da schon den Camauro haben, dann setzen wir ihn auch auf. Aber es war wirklich nur der Versuch, der Kälte zu widerstehen. Seither habe ich es nicht mehr getan. Damit nicht überflüssige Interpretationen aufkommen.“

## Galerie

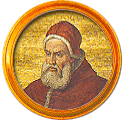
Johannes XXI. (* um 1205–1277)
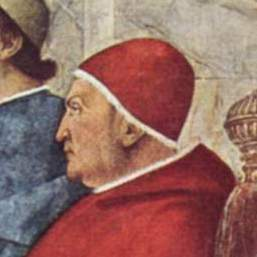
Sixtus IV. (1414–1484)
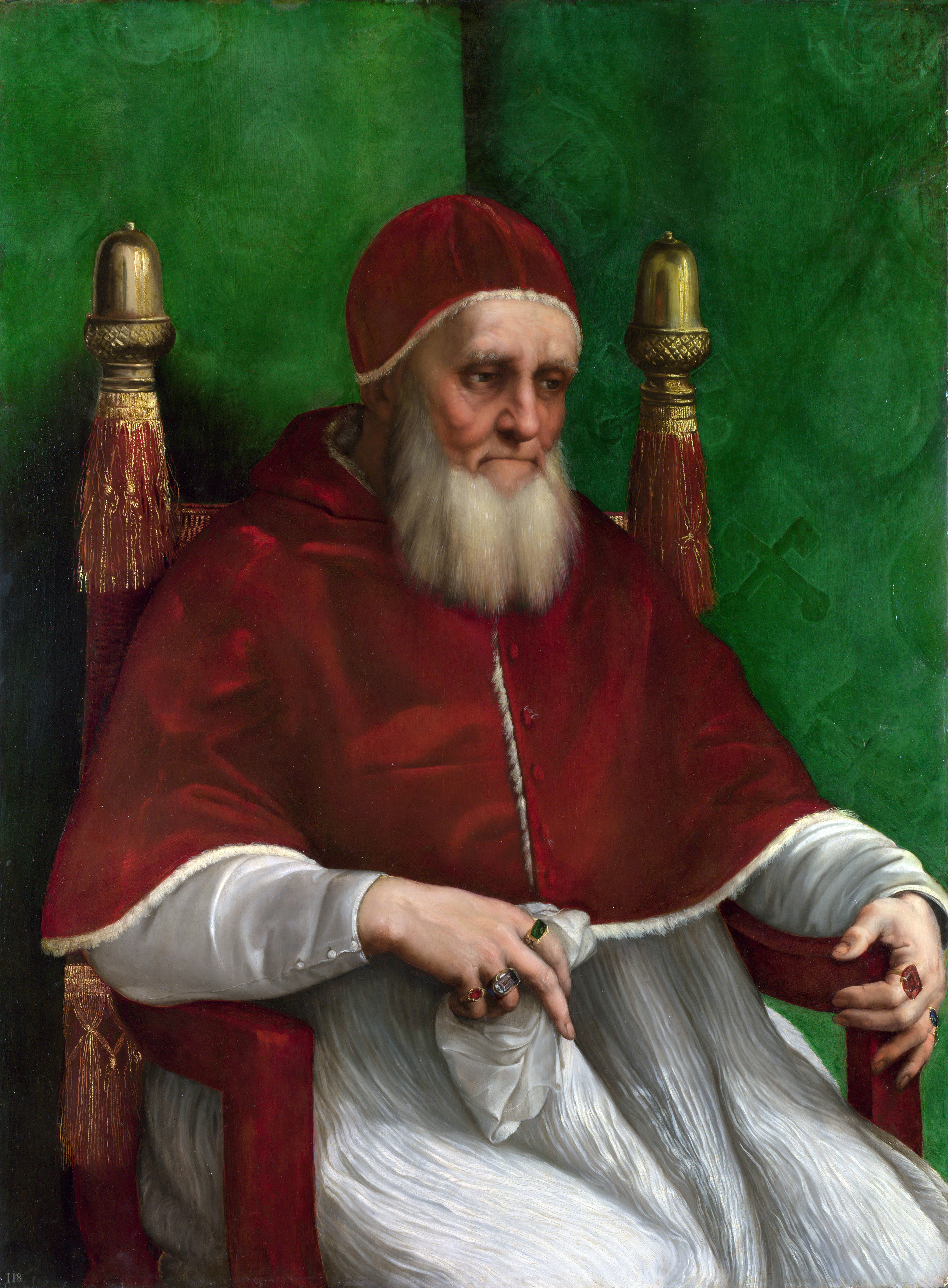
Julius II. (1443–1513)
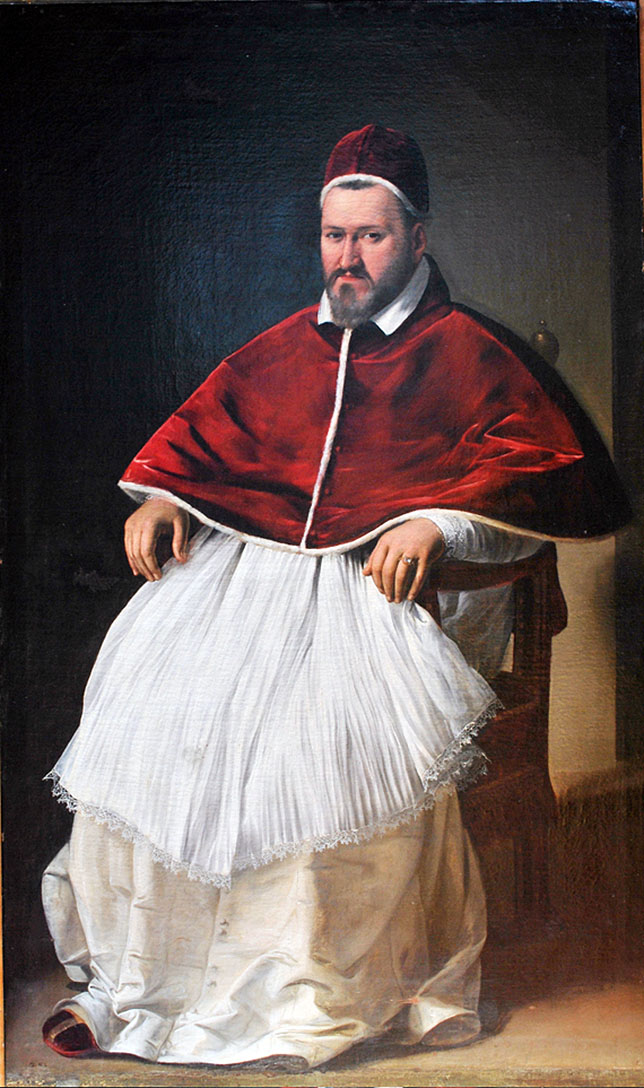
Paul V. (1552–1621)
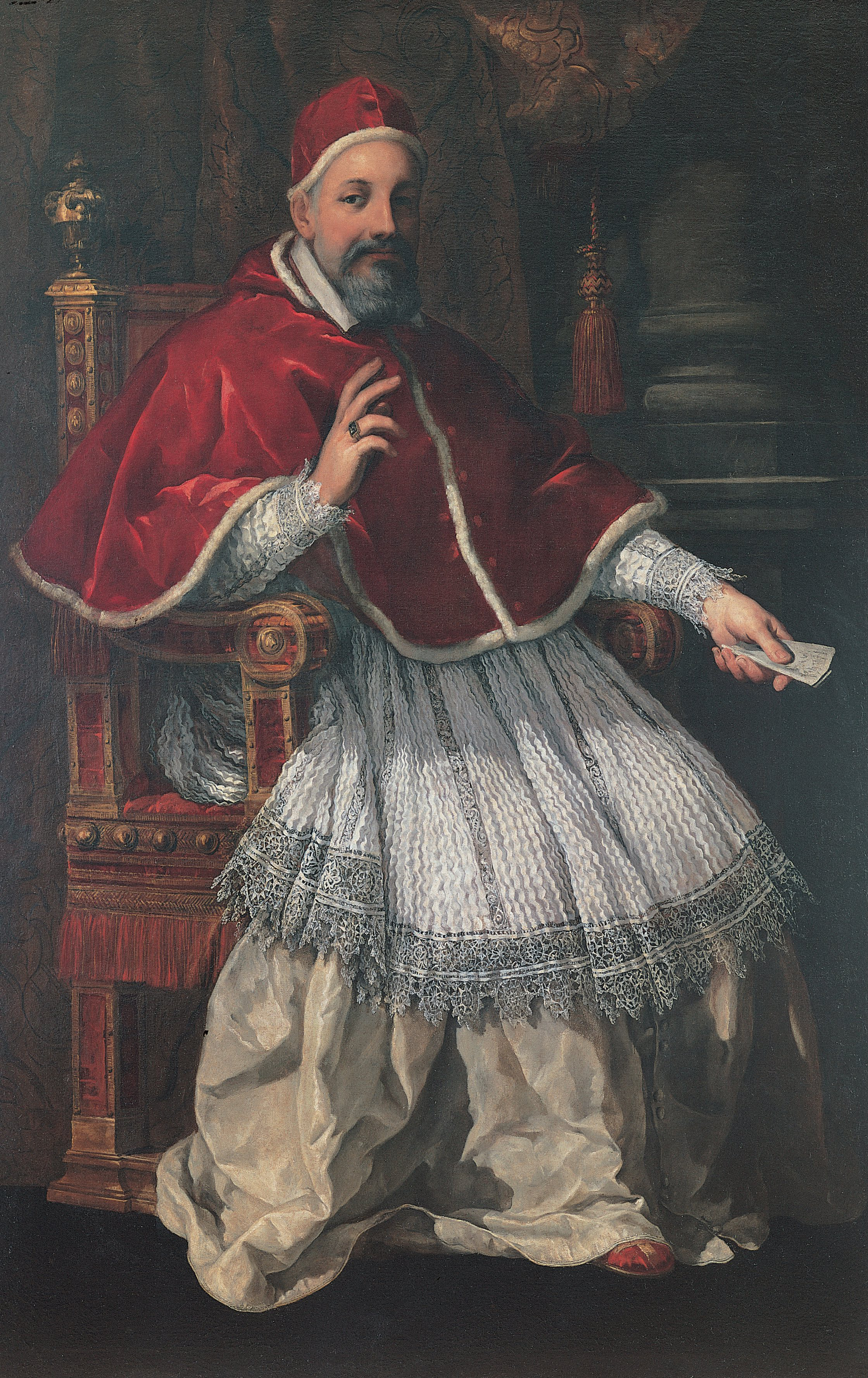
Urban VIII. (1623–1644)